# Lippia fissicalyx
Lippia fissicalyx là một loài thực vật có hoa trong họ Cỏ roi ngựa. Loài này được Tronc. mô tả khoa học đầu tiên năm 1952.